# Gobius
Gobius è un genere di pesci ossei marini e d'acqua dolce appartenente alla famiglia Gobiidae.

## Distribuzione e habitat
Il genere Gobius è diffuso nell'Oceano Atlantico orientale compreso il mar Mediterraneo dove è molto comune e dove sono diffuse anche alcune specie endemiche e nell'Indo-Pacifico, sia in acque tropicali e subtropicali (dove vive gran parte delle specie) che temperate. Due specie (Gobus scorteccii e Gobius hypselosoma) sono presenti in acqua dolce, il primo in Somalia e il secondo in Madagascar

## Descrizione
Hanno l'aspetto tipico dei Gobiidae, con occhi sporgenti dal profilo dorsale del capo, labbra carnose, pinne ventrali unite a formare un organo a ventosa, assenza della linea laterale sul corpo (ma non sul capo) e pinna caudale arrotondata. Si distinguono dagli altri generi della famiglia per differenze nella disposizione dei canali e delle papille sensoriali sul capo e per il numero di raggi nelle pinne.

## Tassonomia
Nel XIX secolo e nella prima metà del XX secolo a questo genere venivano attribuite gran parte delle specie della famiglia.

## Specie
- Gobius ater Bellotti, 1888
- Gobius ateriformis Brito & Miller, 2001
- Gobius auratus Risso, 1810
- Gobius boekeri Ahl, 1931
- Gobius bucchichi Steindachner, 1870
- Gobius cobitis Pallas, 1814
- Gobius couchi Miller & El-Tawil, 1974
- Gobius cruentatus Gmelin, 1789
- Gobius fallax Sarato, 1889
- Gobius gasteveni Miller, 1974
- Gobius geniporus Valenciennes in Cuvier & Valenciennes, 1837
- Gobius hypselosoma Bleeker, 1867
- Gobius kolombatovici Kovacic & Miller, 2000
- Gobius koseirensis Klunzinger, 1871
- Gobius leucomelas Peters, 1868
- Gobius niger Linnaeus, 1758
- Gobius paganellus Linnaeus, 1758
- Gobius roulei de Buen, 1928
- Gobius rubropunctatus Delais, 1951
- Gobius scorteccii Poll, 1961
- Gobius senegambiensis Metzelaar, 1919
- Gobius silveiraemartinsi Ihering, 1893
- Gobius strictus Fage, 1907
- Gobius tetrophthalmus Brito & Miller, 2001
- Gobius tropicus Osbeck, 1765
- Gobius uranoscopus Sauvage, 1882
- Gobius vittatus Vinciguerra, 1883
- Gobius xanthocephalus Heymer & Zander, 1992[1]